# 精英黨
精英黨是指由社會精英成員組成（尤其是議會成員）的政党，他們同意以原則和目標為基礎進行政治合作。
精英黨是由精英成員組成的組織，特別是在個別政治人物無需大量民眾支持即可獲得保障的情況下。精英黨在議會內部形成，其政治權力源自個別成員的影響力。精英黨實際上缺乏議會外的組織結構，通常比群众党更靈活。獨立而強大的個人扮演核心角色，這意味著他們的結構通常較為鬆散，政策可能因成員間的分歧而引起內部爭議。